# F-16XL战斗机
通用動力F-16XL戰鬥機（英語：General Dynamics F-16XL）是1980年2月通用動力自資進行的「超音速巡航和機動」計劃（Supersonic Cruise and Maneuvering Program, SCAMP）改進計劃，由美國空軍提供了2架F-16 A/B作為改裝，進行了F-16 三角箭形機翼(箭簇)布局的試驗，F-16XL的機身長度較標準的F-16多了142cm，機翼面積較F-16擴大120%，淨重較F-16A增加1300kg，機身油箱容量增加了82%，外掛點增為27個，所以得到外號（炸彈卡車）。

## 開發經歷

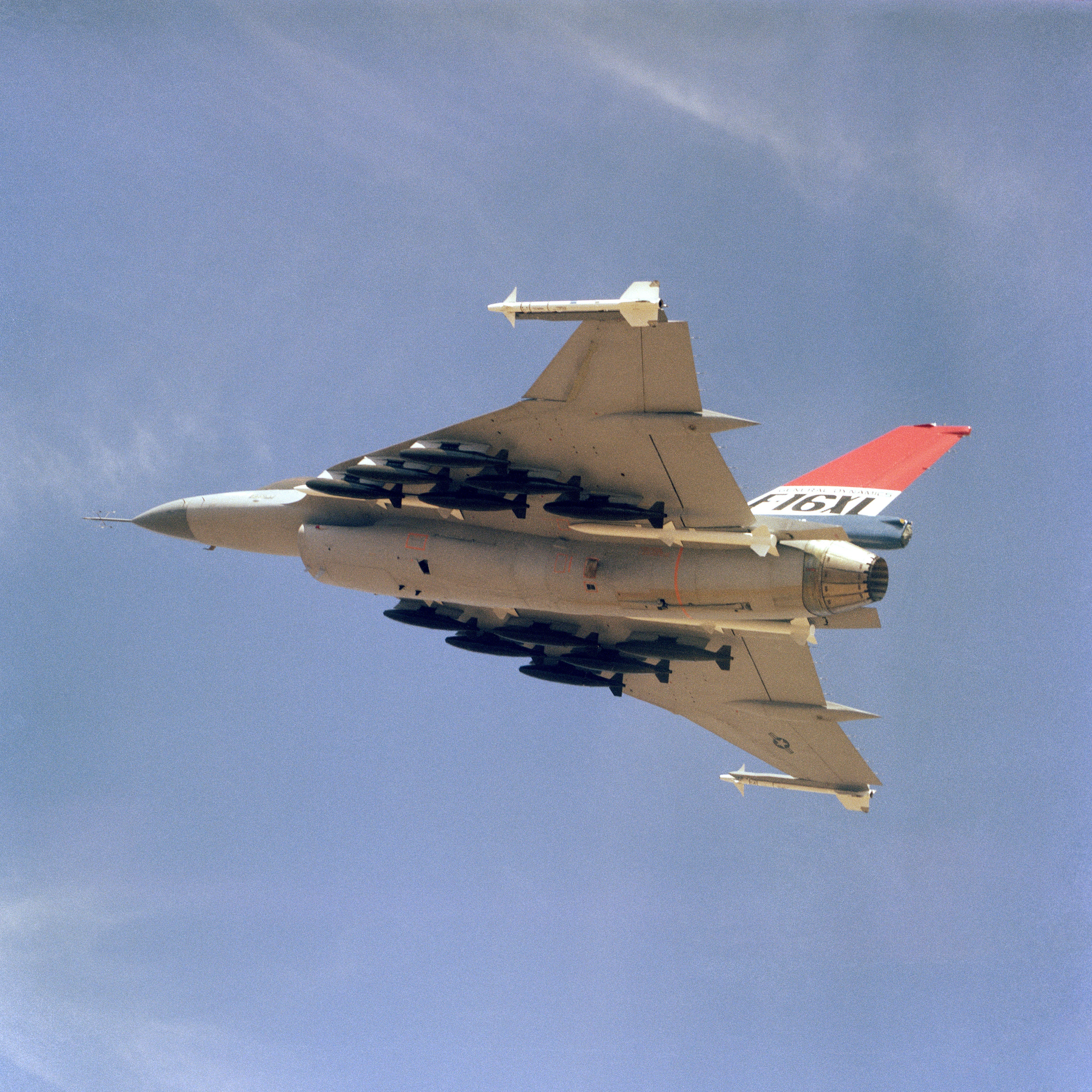
F-16XL全掛載模式,翼端AIM-9飛彈,主動導引AIM-120飛彈以及12顆Mark 82 500磅炸彈

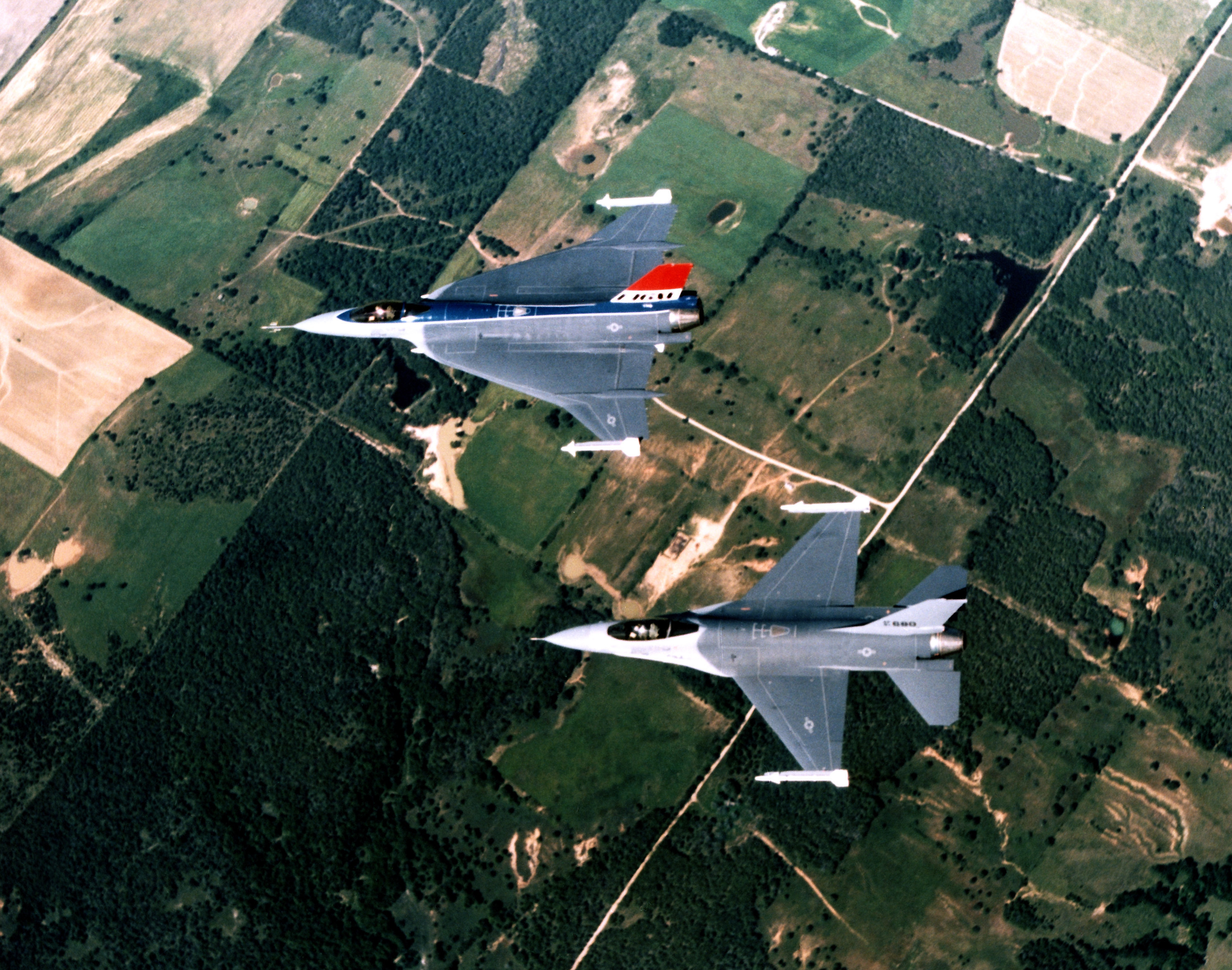
F-16XL與F-16 伴飛

F-16XL隨後參與美國空軍的「提升型戰術戰鬥機」（Enhanced Tactical Fighter，ETF）計畫，作為強化對地攻擊能力的打擊戰鬥機候選機型，但是最後敗給了由F-15B提升的F-15E打擊鷹式戰鬥轟炸機。之後，F-16XL的發展計劃遭到擱置，已完成的原型機則被轉往美國國家航空暨太空總署進行航空學的研究。
阿拉伯聯合大公國採購F-16時，洛克希德馬丁公司曾計劃以F-16XL的設計為基礎，開發F-16 Block60，但由於設計風險過高，最後F-16 Block60還是繼續沿用F-16傳統外型設計，並搭配CFTs適型油箱延伸戰機打擊半徑。

## 試驗結果
經試驗證明，三角箭形機翼的佈局能夠保持F-16原有的亞音速飛行性能，還可進一步改進超音速和低速大迎角性能的空間，並更好地兼顧了戰機的總體性能。雖然三角翼對提升F-16的高速飛行性能、增加彈藥攜帶量和延伸作戰半徑有正面作用，但在升降階段，機頭的上揚角度增大，對著陸的操作技術要求較高。

## F-16XL諸元

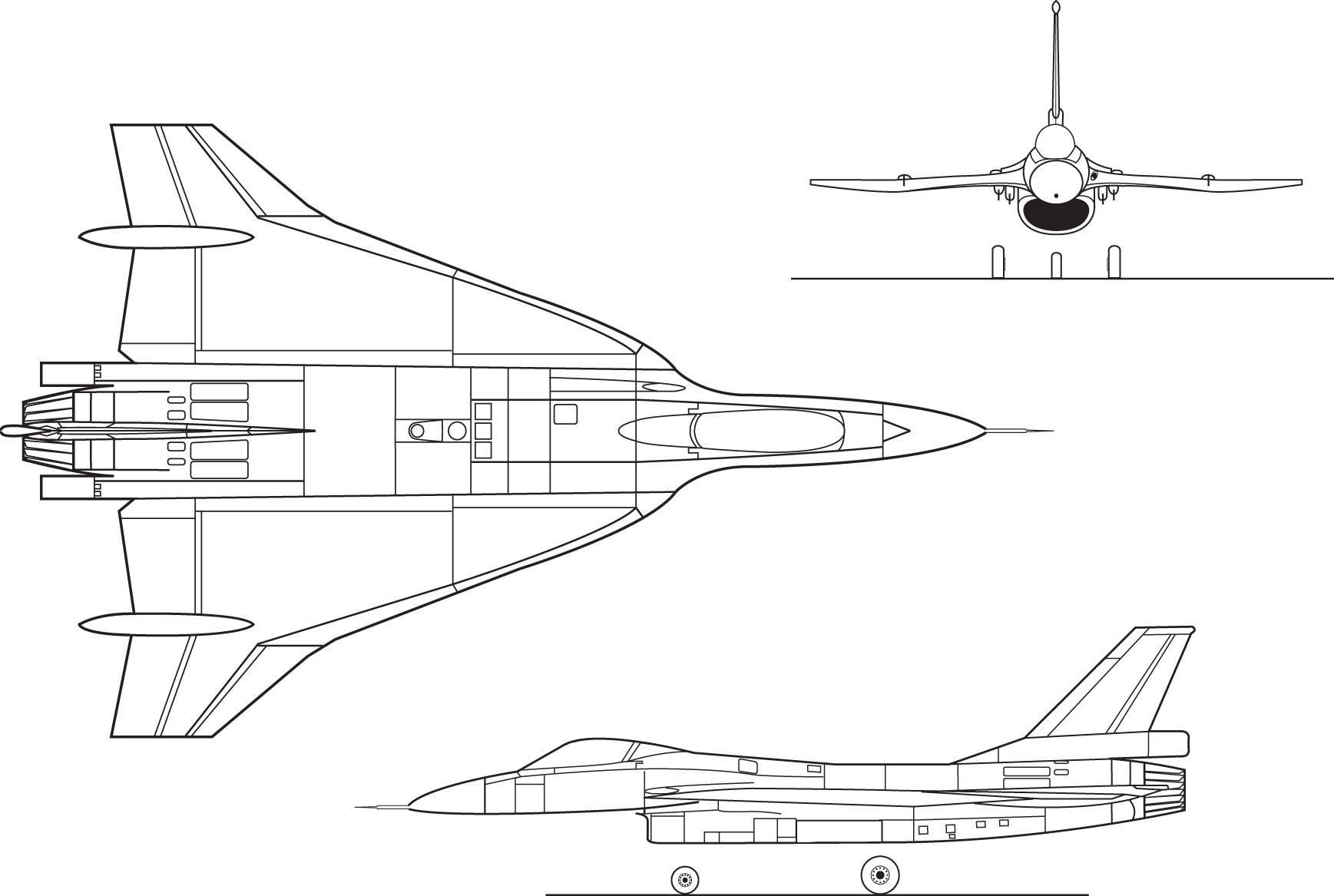
F-16XL 三視圖

参考资料：Darling,F-16.net.
基本信息
- 机组：One (1號機) or Two (2號機)

性能
武器

- 機槍：1× 20 mm (0.79 in) M61火神砲
- 炸彈：超過15,000 lb (6,800 kg) 載酬